# Планилорикария
Планилорикария (лат. Planiloricaria cryptodon) — вид лучепёрых рыб из семейства кольчужных сомов, единственный представитель рода планилорикарий (Planiloricaria). Научное название рода происходит от лат. planus — «плоский» и лат. lorica — «кожаный доспех».

## Описание
Общая длина достигает до 21,5 см. Голова широкая, округлая, рыло вытянуто. Глаза небольшие, без радужной оболочки. Половозрелые самцы имеют увеличенную нижнюю губу. Зубы мелкие, на предчелюстной кости отсутствуют. Туловище вытянутое, стройное, сильно сжато с боков, хвостовой стебель тонкий. Спинной плавник большой, длинный, первый луч очень длинный. Жировой плавник отсутствует. Грудные плавники вытянутые. Брюшные плавники небольшие, у самок они длиннее. Анальный плавник направлен вниз, с короткой основой. Генитальная область самцов удлинённая и узкая, у самок — округлая и большая. Хвостовой плавник короткий, кончик его верхней лопасти довольно длинный.
Окраска тёмно-серая с коричневатыми крапинками от носа до хвоста в верхней части тела. Нижняя часть и брюхо бело-кремового цвета.

## Образ жизни
Биология изучена недостаточно. Это донная рыба. Предпочитает пресные и чистые водоёмы. Любит большие реки со стремительным течением и песчаным грунтом. Активна в сумерках и ночью. Питается личинками насекомых, дафниями и другими водными организмами.

## Размножение
Самец вынашивает кладку икры на нижней губе.

## Распространение
Обитает в бассейнах рек Маморе, Амазонка, Укаяли и Пурус — в пределах Бразилии, Перу и Боливии.